# Ines Doujak

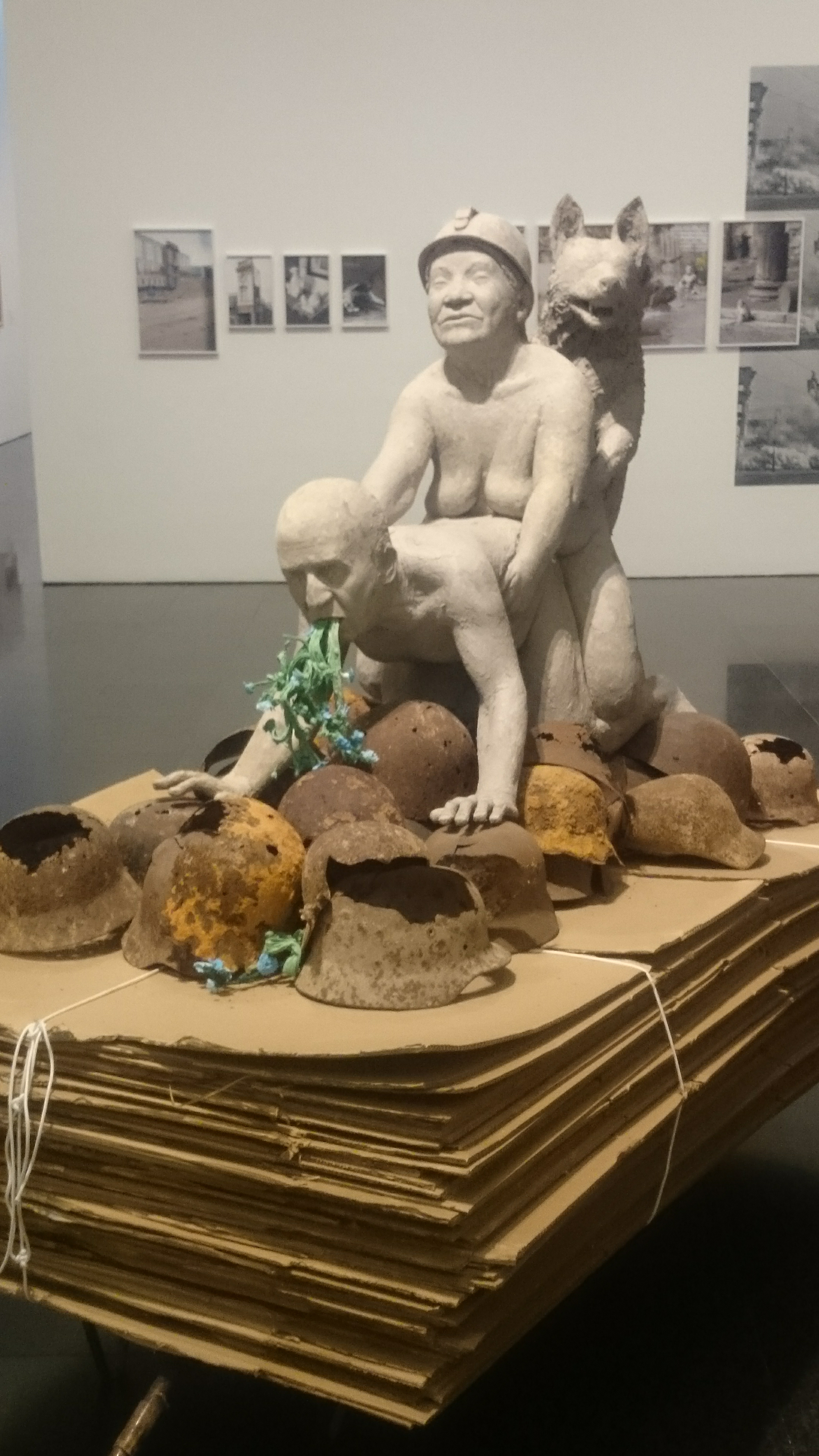
Escultura Haute couture 04 transport, obra de l'artista austríaca Ines Doujak, exposada a Barcelona.

Ines Doujak (Klagenfurt, 1959) és una artista austríaca.
La seva obra es caracteritza per la utilització de diferents suports visuals i sonors, fotografies i instal·lacions per tal de produir obres amb rerefons antropològic, com per exemple la performance Evviva il coltello! ("Visca el ganivet!") al Museu Nacional Centre d'Art Reina Sofia (2010), de la qual es pot visitar el conjunt d'elements escènics que la documenten al mateix museu. La performance, que va tenir lloc el 2 de setembre de 2010 al museu Reina Sofia, incloïa la presència d'un contratenor vestit amb un vestit rosa que recitava frases d'un llibre evangelitzador de l'Amèrica Llatina colonial. Així, l'artista feia referència a "la utilització de la música culta com a instrument "civilitzador" per associar-lo a la submissió dels pobles indígenes".
Certament, Ines Doujak treballa en la seva obra "les normes i com aquestes conformen les nostres societats". L'artista busca reflectir en la seva obra la possibilitat d'un món heterogeni no sotmès necessàriament a jerarquies a través de temes com el racisme, el colonialisme i l'homosexualitat. N'és un bon exemple la instal·lació Siegesgärten ("Jardins de la victòria") que es va muntar al Documenta 12 de la ciutat alemanya de Kassel del 16 de juny al 23 de setembre de 2007. La instal·lació comptava amb una catifa de gespa de 17 metres de llargada en què s'alçaven 70 paquets de llavors que denunciaven la darrera forma de colonialisme, la biopirateria. L'artista hi va conjugar motius i textos inspiradors per retractar temes com la "biopirateria, el dret a la propietat de teixits humans, el porc domèstic i les patents en lloc de bombes". Els visitants de la instal·lació van poder comprar reproduccions dels paquets de llavors a les botigues i llibreries de l'exposició Documenta 12 per 0,50 euros.
Al web de l'artista s'hi poden trobar les exposicions actuals.